# Olympische Sommerspiele 1908/Bogenschießen – Double National Round (Frauen)
Die Double National Round im Bogenschießen der Frauen bei den Olympischen Spielen 1908 in London wurde vom 17. bis 18. Juli 1908 im White City Stadium ausgetragen.
An jedem der beiden Tage schoss eine Athletin 72 Pfeile ab. Davon 48 Pfeile über 60 Yards (54,9 Meter) und 24 über 50 Yards (45,7 Meter). Somit wurden insgesamt 144 Pfeile pro Athletin abgeschossen.

## Ergebnisse
| Rang | Athletin                | Nation         | Treffer | Golds | Punkte   | Punkte   | Punkte |
| Rang | Athletin                | Nation         | Treffer | Golds | 60 Yards | 50 Yards | Gesamt |
| ---- | ----------------------- | -------------- | ------- | ----- | -------- | -------- | ------ |
| 1    | Sybil Newall            | Großbritannien | 132     | 23    | 398      | 290      | 688    |
| 2    | Charlotte Dod           | Großbritannien | 126     | 16    | 388      | 254      | 642    |
| 3    | Beatrice Hill-Lowe      | Großbritannien | 118     | 15    | 390      | 228      | 618    |
| 4    | Jessie Wadworth         | Großbritannien | 123     | 13    | 357      | 248      | 605    |
| 5    | Dora Honnywill          | Großbritannien | 123     | 10    | 377      | 210      | 587    |
| 6    | Ethel Armitage          | Großbritannien | 112     | 13    | 393      | 189      | 582    |
| 7    | Lizzie Foster           | Großbritannien | 117     | 9     | 324      | 229      | 553    |
| 8    | Lillian Wilson          | Großbritannien | 112     | 8     | 367      | 167      | 534    |
| 9    | Brenda Wadworth         | Großbritannien | 122     | 3     | 321      | 201      | 522    |
| 10   | Adelaide Boddam-Whetham | Großbritannien | 114     | 11    | 305      | 205      | 510    |
| 11   | Gertrude Appleyard      | Großbritannien | 109     | 11    | 297      | 206      | 503    |
| 12   | Louisa Nott-Bower       | Großbritannien | 107     | 9     | 281      | 222      | 503    |
| 13   | Norma Robertson         | Großbritannien | 112     | 8     | 328      | 172      | 500    |
| 14   | Margaret Weedon         | Großbritannien | 104     | 10    | 301      | 197      | 498    |
| 15   | Albertine Thackwell     | Großbritannien | 104     | 11    | 303      | 181      | 484    |
| 16   | Doris Day               | Großbritannien | 109     | 7     | 322      | 161      | 483    |
| 17   | Katherine Mudge         | Großbritannien | 111     | 8     | 237      | 228      | 465    |
| 18   | Nellie Babington        | Großbritannien | 103     | 9     | 258      | 193      | 451    |
| 19   | Dorothy Cadman          | Großbritannien | 107     | 3     | 233      | 194      | 427    |
| 20   | Martina Hyde            | Großbritannien | 103     | 8     | 256      | 163      | 419    |
| 21   | Sarah Leonard           | Großbritannien | 92      | 8     | 261      | 149      | 410    |
| 22   | Ina Wood                | Großbritannien | 93      | 4     | 217      | 170      | 387    |
| 23   | Janetta Vance           | Großbritannien | 95      | 7     | 228      | 157      | 385    |
| 24   | Emily Rushton           | Großbritannien | 89      | 6     | 222      | 201      | 323    |
| 25   | Hilda Williams          | Großbritannien | 82      | 4     | 179      | 137      | 316    |